# Мулига
Мулига — река в России, протекает в Петушинском районе Владимирской области. Устье реки находится в 16 км по левому берегу реки Пекша. Длина реки составляет 16 км, площадь водосборного бассейна — 26 км².
Исток находится у деревни Бабанино в 13 км к северо-востоку от города Костерёво. Основное направление течения — юго-запад. Течёт мимо Бабанино, Лопырей. Впадает в Пекшу ниже деревни Черкасово.

## Данные водного реестра
По данным государственного водного реестра России относится к Окскому бассейновому округу, водохозяйственный участок реки — Клязьма от города Орехово-Зуево до города Владимир, речной подбассейн реки — бассейны притоков Оки от Мокши до впадения в Волгу. Речной бассейн реки — Ока.
По данным геоинформационной системы водохозяйственного районирования территории РФ, подготовленной Федеральным агентством водных ресурсов:
- Код водного объекта в государственном водном реестре — 09010300712110000031863
- Код по гидрологической изученности (ГИ) — 110003186
- Код бассейна — 09.01.03.007
- Номер тома по ГИ — 10
- Выпуск по ГИ — 0

## Топографические карты
- Лист карты O-37-140 Лакинск. Масштаб: 1 : 100 000. Состояние местности на 1986 год. Издание 1988 г.
- Лист карты N-37-8 Костерево. Масштаб: 1 : 100 000. Состояние местности на 1976 год. Издание 1978 г.